# Królikoszczur krzaczastoogonowy
Królikoszczur krzaczastoogonowy (Conilurus penicillatus) – gatunek ssaka z podrodziny myszy (Murinae) w obrębie rodziny myszowatych (Muridae), występujący w północnej Australii i na Nowej Gwinei.

## Taksonomia
Gatunek po raz pierwszy zgodnie z zasadami nazewnictwa binominalnego opisał w 1842 roku brytyjski przyrodnik John Gould nadając mu nazwę Mus penicillatus. Holotyp pochodził z Port Essington, na półwyspie Cobourg, w Terytorium Północnym, w Australii. 
Dowody molekularne umieszczają australo-papuaskie Conilurus blisko Mesembriomys (najbliższe pokrewieństwo molekularne) i Leporillus, które występują wyłącznie w Australii; potwierdzają to podobieństwa morfologiczne (np. ogon przypominający pędzel i siódmy guzek t7 na każdym pierwszym górnym trzonowcu). Dwie regionalne populacje, każda opisana jako pełne gatunek, są traktowane tymczasowo jako podgatunki; stopień ich odrębności należy zbadać metodami genetycznymi. Autorzy Illustrated Checklist of the Mammals of the World rozpoznają trzy podgatunków.

### Etymologia nazw łacińskich
- Conilurus: gr. κoνιλoς konilos „królik”; ουρα oura „ogon”[11].
- penicillatus: nowołac. penicillatus „z pędzelkowatymi kępkami”, od łac. penicillus „pędzelek”, od zdrobnienia peniculus „pędzel”, od penis „ogon”[12].
- randi: dr Austin Loomer Rand (1905–1982), kanadyjski zoolog, kurator Muzeum Historii Naturalnej w Chicago w latach 1947-1970[6].

### Nazewnictwo zwyczajowe
W wydanej w 2015 roku przez Muzeum i Instytut Zoologii Polskiej Akademii Nauk publikacji „Polskie nazewnictwo ssaków świata” gatunkowi nadano nazwę królikoszczur krzaczastoogonowy. W Australii zwierzę nosi angielskie nazwy brush-tailed rabbit-rat i brush-tailed tree-rat oraz aborygeńską nazwę Pakooma.

## Zasięg występowania
Królikoszczur krzaczastoogonowy należy do australijskich „starych endemitów”, gryzoni, które przybyły na kontynent na długo przed człowiekiem. Współcześnie jest spotykany na przybrzeżnych obszarach północnej Australii i sąsiednich wyspach. Dawniej żył na dużych obszarach Queenslandu, regionu Kimberley w Australii Zachodniej i na większej części lasów monsunowych Terytorium Północnego, ale stracił łącznie ponad 80% swojego historycznego obszaru występowania. Pod koniec XIX wieku był pospolity na całej Ziemi Arnhema, choć od przybycia Europejczyków jego zasięg i liczebność zmalała o ponad połowę. Duże straty stwierdzono od lat 90. XX wieku.
Obecnie jego występowanie na kontynencie jest potwierdzone na półwyspie Coubourg w Parku Narodowym Garig Gunak Barlu, Mitchell Plateau oraz Parku Narodowym Prince Regent. Żyje także na Wyspie Melville’a, Bathursta, Inglis Islands i Groote Eylandt. Ponadto stwierdzono jego obecność w dwóch miejscach w Prowincji Zachodniej Papui-Nowej Gwinei (okolice Morehead i Penzara Village).
Zasięg występowania w zależności od podgatunku:
- C. penicillatus penicillatus – obszary przybrzeżne obszaru Kimberley w Australii Zachodniej, Terytorium Północnym i północno-zachodnim Queensland w Australii; także różne wyspy, w tym wyspa Inglis Island (wyspy Company’s Islands), wyspa Groote Eylandt, wyspy Sir Edward Pellew Group i wyspa Bentinck.
- C. penicillatus melibius – Wyspa Melville’a i wyspa Bathurst, wyspy Tiwi, Terytorium Północne, Australia.
- C. penicillatus randi – znany tylko z okolic Morehead, obszar Trans-Fly, południowa Nowa Gwinea; obecny stan niepewny.

## Morfologia
Długość ciała (bez ogona) 152–195 mm, długość ogona 170–215 mm, długość ucha 25–30 mm, długość tylnej stopy 36–48 mm. Królikoszczur krzaczastoogonowy jest mniejszy niż szczur wędrowny, z podobną, ale bardziej przylegającą sierścią. Spód ciała jest kremowobiały. Ogon jest długi i smukły, u nasady pokryty rzadką, szczeciniastą sierścią, która w jego dalszej połowie staje się coraz dłuższa, u końca krzaczasta. Ubarwienie ogona może być czarne lub białe. Uszy są długie. Masa ciała to 110–170 g, jest on wyraźnie mniejszy niż dwa pokrewne gatunki nadrzewnych skoczynoszczurów, także spotykane w Terytorium Północnym.

## Tryb życia
Na australijskich wyspach Tiwi gryzoń ten preferuje suchy las eukaliptusowy, w którym nie występowały niedawne pożary. W regionie Kimberley częściej był spotykany na zalesionych terenach nadbrzeżnych, niż w wysokich, otwartych lasach. Stwierdzono jego występowanie także na obszarach porośniętych przez rzewnię skrzypolistną (Casuarina equisetifolia) i na przybrzeżnych terenach trawiastych; żeruje też na plażach.
Królikoszczur krzaczastoogonowy prowadzi naziemny, częściowo nadrzewny tryb życia. W ciągu dnia chroni się w dziuplach i pustych kłodach, czasem pod baldachimem liści pandanów. Żywi się głównie nasionami, szczególnie traw, choć zjada też same trawy, termity, owoce i liście. Żeruje głównie na ziemi, czasem na drzewach. Sezon rozrodczy trwa od marca do października, samice rodzą w nim co najmniej dwa mioty po 2–3 młode. Młode gryzonie osiągają dojrzałość płciową po 11 tygodniach życia; wolno żyjące osobniki dożywają co najmniej dwóch lat.

## Populacja i zagrożenia
Królikoszczur krzaczastoogonowy ma szczególne wymagania środowiskowe i może być lokalnie zagrożony wyginięciem. W Papui-Nowej Gwinei jego środowisku zagrażają introukowane jeleniowate i mogą polować na nie zdziczałe psy. W Australii częste pożary mogą ograniczać dostępność schronień, ale brak naturalnie występujących pożarów także nie sprzyja temu gatunkowi. Zagrożeniem są również zdziczałe koty. Na wyspach Tiwi jego populacja zmalała po tym, jak las eukaliptusowy został wycięty i zastąpiony przez akacje. Wymarł także w Parku Narodowym Kakadu. Międzynarodowa Unia Ochrony Przyrody obecnie uznaje królikoszczura krzaczastoogonowego za gatunek narażony na wyginięcie i wskazuje, że samo objęcie miejsc jego występowania terenami chronionymi nie jest wystarczające. Australia nie wdrożyła ogólnokrajowego planu ochrony tego gatunku, ale na Groote Eylandt planowane jest monitorowanie i tępienie zdziczałych kotów.